# رافعة شوكية

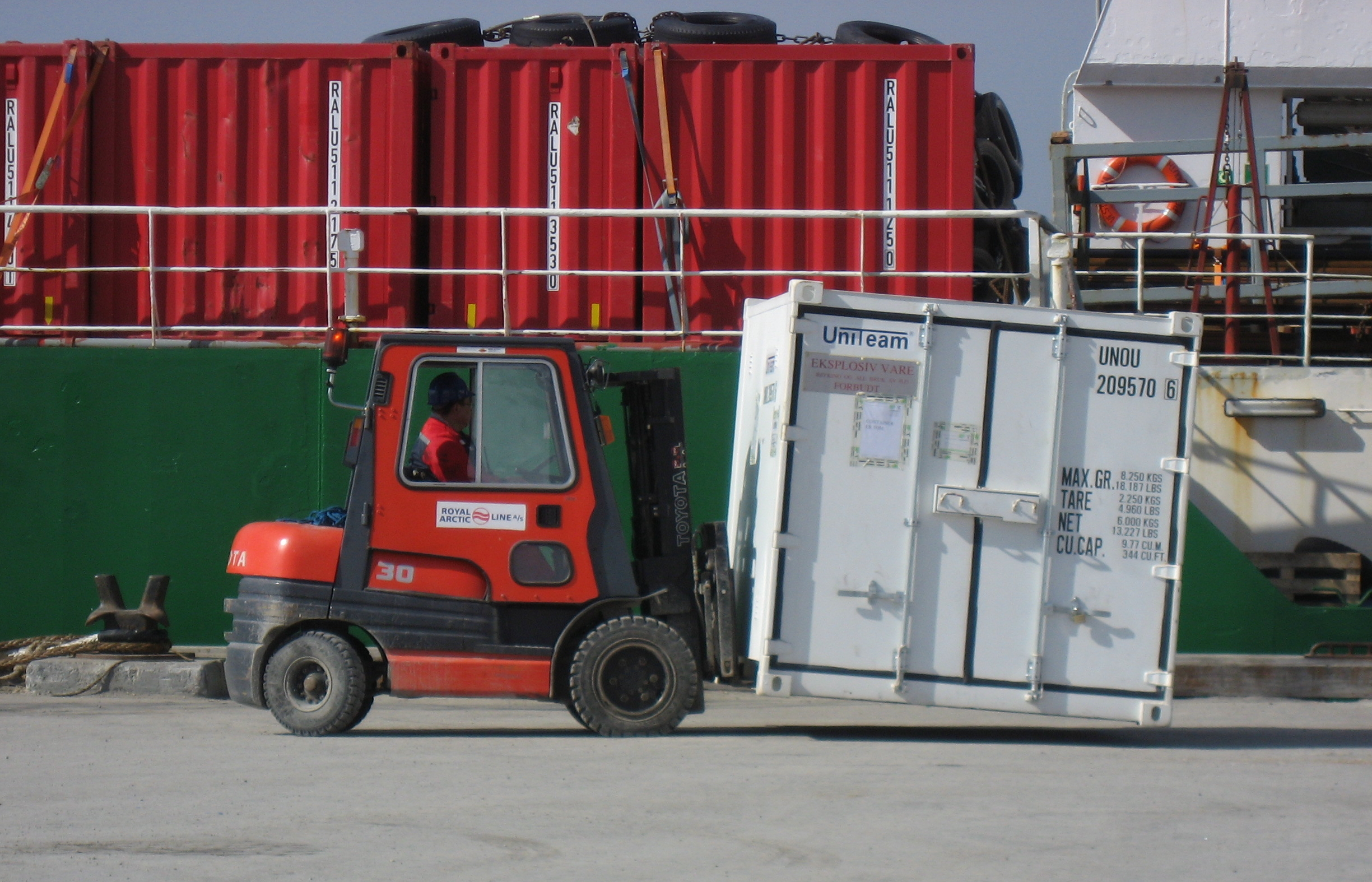
أحد العمال يستخدم رافعة شوكة لنقل حمولة كبيرة وثقيلة

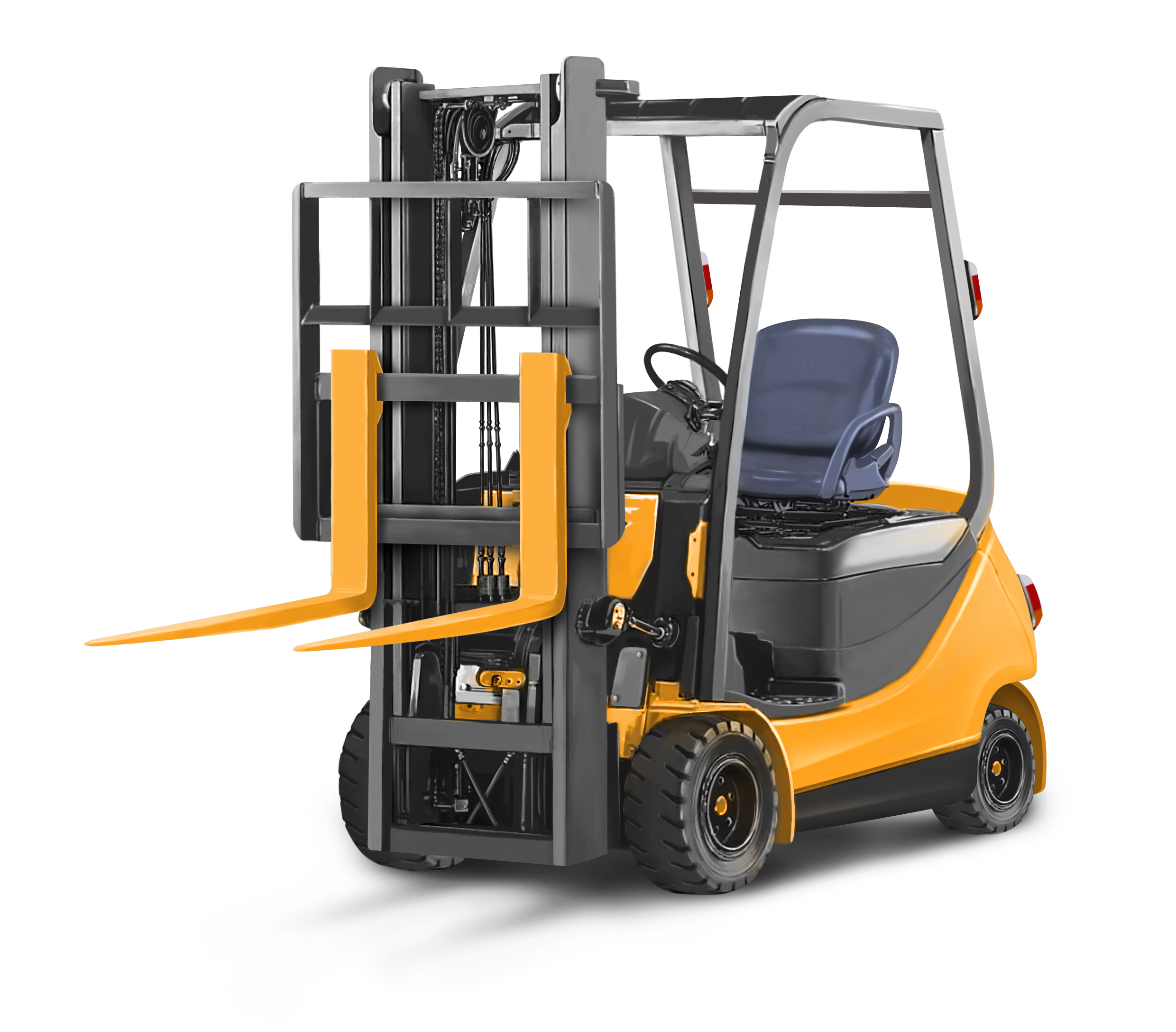
رافعة شوكية وتظهر فيها بوضوح أذرع الرفع والتي تُشبه شوكة الطعام إلى حد كبير

الرافعة الشوكية أو الرافعة المُشعَّبة (بالإنجليزية: Fork-lift)‏ هي شاحنة صناعية تستخدم لرفع ونقل الحمولات الثقيلة والكبيرة نسبيًا. سُميت بهذا الاسم لأن أذرع الرفع فيها تُشبه إلى حد كبير شوكة الطعام، كما يظهر بوضوح في الصورة الثانية.
طُورت رافعة الشوكة الحديثة عام 1960 بواسطة عدة شركات منها شركة كلارك [الإنجليزية]. ومنذ ذاك الحين، أصبحت رافعات الشوكة جزء أساسي في المصانع والمخازن. كانت تعتمد بالبداية على استخدام بطاريات ثم زودت بمحركات لتزويدها بالطاقة.

## العمليات العامة
تُصنَّف الرافعات الشوكية للأحمال بأقصى وزن محدد ومركز كتلة أمامي محدد. توجد هذه المعلومات على لوحة الاسم المقدمة من الشركة المصنعة، ويجب ألا تتجاوز الأحمال هذه المواصفات. في العديد من الولايات القضائية، من غير القانوني تغيير أو إزالة لوحة الاسم دون إذن من الشركة المصنعة للرافعة الشوكية.

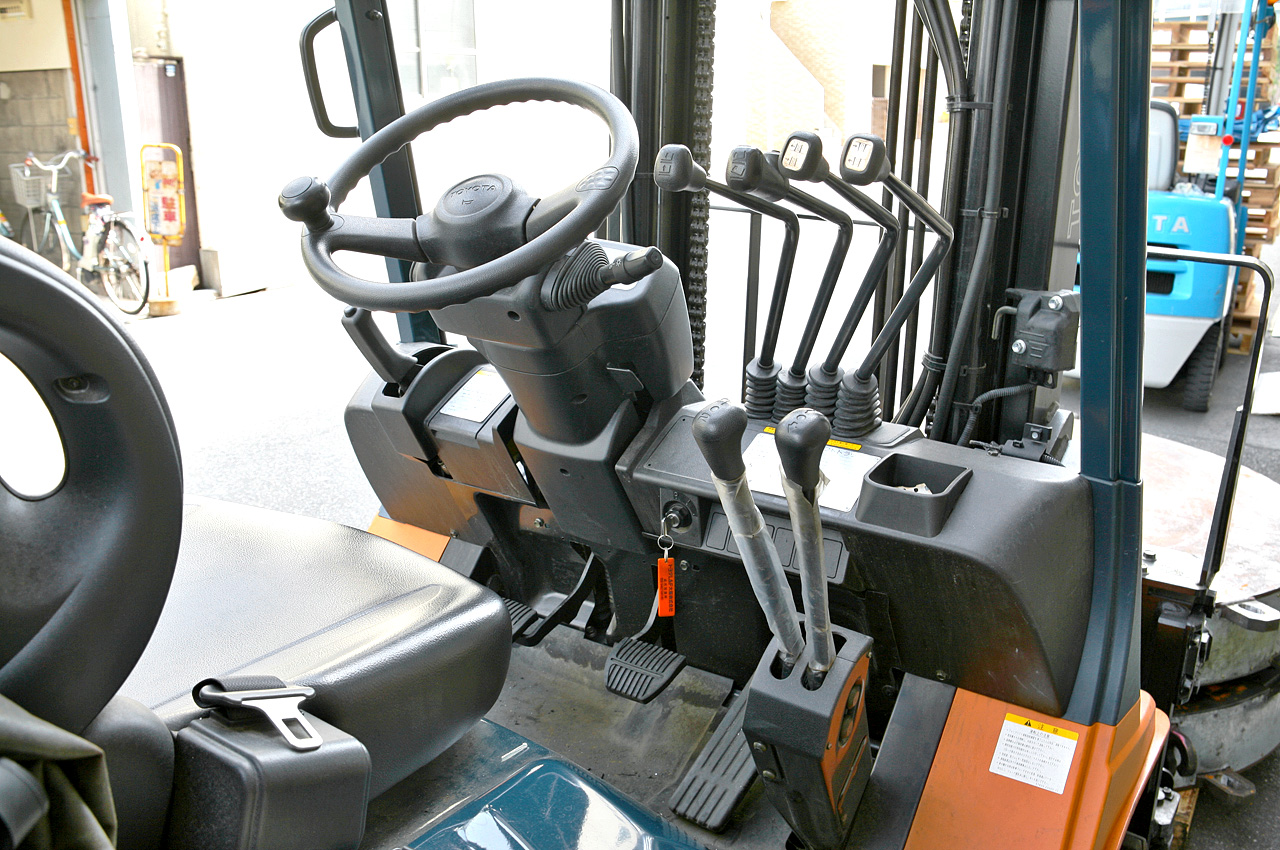
كابينة الرافعة الشوكية مع نموذج التحكم.

أحد الجوانب المهمة في تشغيل الرافعة الشوكية هو أنه يجب أن يكون لها توجيه بالعجلة الخلفية. في حين أن هذا يزيد من القدرة على المناورة في حالات المنعطفات الضيقة، إلا أنه يختلف عن تجربة السائق التقليدية مع المركبات الأخرى ذات العجلات. أثناء التوجيه، نظرًا لعدم وجود حركة عجلة، ليس من الضروري استخدام قوة التوجيه للحفاظ على معدل دوران ثابت.
السمة الحاسمة الأخرى للرافعة الشوكية هي عدم استقرارها. يجب اعتبار الرافعة الشوكية والحمولة وحدة ذات مركز ثقل متغير باستمرار مع كل حركة للحمل. يجب ألا تتعامل الرافعة الشوكية مطلقًا مع الانعطاف بسرعة مع الحمل المرتفع، حيث قد تتحد قوى الطرد المركزي وقوى الجاذبية لتسبب حادث انقلاب كارثي. صُمِّمَت الرافعة الشوكية مع حد تحميل للشوكات يحصل تقليله مع ارتفاع الشوكة وتقليل الحمولة (على سبيل المثال، عندما لا تنقلب الحمولة على الشوكة "L"). عادة ما توجد لوحة التحميل الخاصة بمرجع التحميل على الرافعة الشوكية. لا ينبغي استخدام الرافعة الشوكية كرافعة للأفراد دون تركيب معدات أمان محددة، مثل «رافعة الكرز (cherry picker)» أو «القفص (Cage)».
تعتبر الرافعات الشوكية عنصرًا حاسمًا في المستودعات ومراكز التوزيع. من الضروري أن تُصمَّم هذه الهياكل لاستيعاب حركتها الفعالة والآمنة. في حالة Drive-In و Drive-Thru Racking، تحتاج الرافعة الشوكية إلى الرحيل داخل حجرة التخزين التي تكون فيها عدة منصات نقالة عميقة لوضع أو استرداد منصة نقالة. في كثير من الأحيان، يُوجَّه سائقي الرافعة الشوكية إلى الخليج من خلال قضبان التوجيه على الأرض وتُوضَع الطبلية على أذرع أو قضبان ناتئة. تتطلب هذه المناورات عاملين مدربين جيدًا. نظرًا لأن كل طبلية تتطلب دخول الشاحنة إلى هيكل التخزين، فإن الضرر يكون أكثر شيوعًا من أنواع التخزين الأخرى. عند تصميم نظام الدفع، يجب مراعاة أبعاد الشوكة بعناية، بما في ذلك العرض الكلي وعرض الصاري.
يحصل التحكم في المكونات الهيدروليكية للرافعة الشوكية إما بأذرع تتعامل مباشرة مع الصمامات الهيدروليكية أو بواسطة مشغلات يُتحكَّم فيها كهربائيًا، وذلك باستخدام أذرع «إصبع» أصغر للتحكم. هذا الأخير يسمح لمصممي الرافعات الشوكية بمزيد من الحرية في التصميم المريح.
تتوفر شاحنات الرافعة الشوكية في العديد من الاختلافات وقدرات التحميل. في بيئة المستودعات النموذجية، تتمتع معظم الرافعات الشوكية بقدرة تحميل تتراوح بين طن واحد وخمسة أطنان. تستخدم الآلات الأكبر، التي تصل سعتها إلى 50 طنًا، لرفع الأحمال الثقيلة، بما في ذلك الحاويات المتنقلة.

## سلامة العامل
في العديد من البلدان، يجب تدريب مشغلي شاحنات الرافعة الشوكية واعتمادهم لتشغيل شاحنات الرافعة الشوكية. قد تكون الشهادة مطلوبة لكل فئة فردية من الرافعة التي قد يستخدمها العامل.
تدريب الرافعة الشوكية له العديد من الأسماء، مثل ترخيص الرافعة الشوكية أو شهادة الرافعة الشوكية. أيًا كان المصطلح المستخدم، يجب أن يلتزم التدريب بالمعايير الفيدرالية أو الوطنية. لا يَنصح مقدمو الرعاية الصحية بأن يُعالِج العمال الذين يقودون سياراتهم أو يستخدمون معدات ثقيلة مثل الرافعات الشوكية الآلام المزمنة أو الحادة باستخدام المواد الأفيونية (Opioids).

## تدريب الرافعة الشوكية

### تدريب الرافعة الشوكية في الولايات المتحدة
في الولايات المتحدة، يخضع التدريب على الرافعة الشوكية في مكان العمل اتحاديًا من قِبَل إدارة السلامة والصحة المهنية (OSHA). في عام 1999، قامت إدارة السلامة بتحديث لوائحها التي تحكم «الشاحنات الصناعية العاملة بالطاقة» (المصطلح OSHA يُستخدَم ليشمل الرافعات الشوكية من بين الأنواع الأخرى من المركبات الصناعية). يتعامل أحد المكونات الرئيسية لهذه اللوائح مع تدريب مشغلي الرافعات الشوكية. يتطلب المعيار من أصحاب العمل تطوير وتنفيذ برنامج تدريبي بناءً على المبادئ العامة للتشغيل الآمن للشاحنة، وأنواع المركبات المستخدمة في مكان العمل، ومخاطر مكان العمل الناتجة عن استخدام المركبات، ومتطلبات السلامة العامة لمعيار إدارة السلامة والصحة المهنية. تؤمن إدارة السلامة والصحة المهنية بأن المشغلين المدربين يجب أن يعرفوا كيفية القيام بالمهمة بشكل صحيح والقيام بها بأمان كما يتضح من تقييم مكان العمل. يجب توفير تدريب رسمي (محاضرة، فيديو، إلخ) وعملي (تمارين توضيحية وعملية). يجب على أرباب العمل أيضًا أن يشهدوا على أن كل مشغل قد تلقى التدريب وتقييم كل مشغل مرة واحدة على الأقل كل ثلاث سنوات. قبل تشغيل الشاحنة في مكان العمل، يجب على صاحب العمل تقييم أداء المشغل وتحديد أن المشغل مؤهل لتشغيل شاحنة صناعية تعمل بالطاقة بأمان. هناك حاجة إلى تدريب تنشيطي كلما أظهر المشغل وجود نقص في التشغيل الآمن للشاحنة.

### تدريب الرافعة الشوكية في أستراليا
قبل عام 2011، نظمت جميع الولايات والأقاليم الأسترالية بشكل مستقل الصحة والسلامة المهنية في تلك الولاية، بما في ذلك ترخيص الرافعة الشوكية.
في حين أن قوانين الصحة والسلامة المهنية في الولايات المختلفة كانت تستند إلى مبادئ أساسية مماثلة، كانت هناك اختلافات بين الولايات القضائية المختلفة في تفاصيل وتطبيق قوانين الصحة والسلامة المهنية.
في عام 2008، شُكِّلَت الاتفاقية الحكومية الدولية للإصلاح التنظيمي والتشغيلي في مجال الصحة والسلامة المهنية بين كومنولث أستراليا والولايات الست وإقليمين في أستراليا لإضفاء الطابع الرسمي على التعاون بين هذه الولايات القضائية بشأن مواءمة تشريعات الصحة والسلامة المهنية، ونتيجة لذلك، حصل سنّ قانون الصحة والسلامة في العمل الوطني (WHS) بعد مراجعة قوانين الصحة والسلامة المهنية في جميع أنحاء أستراليا، وقال إنّ المراجعة تضمنت جهودًا كبيرة في المشاورات العامة. تم الانتهاء من هذا القانون في يونيو 2011.
شكل هذا القانون إطارًا للسلطات القضائية الفردية لسن تشريعات داعمة، حيث تُكلَّف السلطات القضائية الفردية بإدارة قوانين الصحة والسلامة المهنية في الولاية والإقليم، بما في ذلك إصدار التراخيص التي تخضع للتشريع.
تصدر كل ولاية وإقليم تراخيص في نطاق سلطتها القضائية، بما في ذلك ما يُعرف باسم «تراخيص العمل عالية الخطورة» للأعمال عالية الخطورة. تُصنَّف تراخيص الرافعات الشوكية على أنها «تراخيص عمل عالية الخطورة».

### تدريب الرافعة الشوكية في نيوزيلندا
ينقسم تدريب عاملي الرافعات الشوكية إلى نوعين:
- شهادة العامل (شهادة OSH سابقًا)، لتشغيل رافعة شوكية في ساحة أو منطقة خاصة.

- اعتماد رخصة قيادة الرافعة الشوكية (F)، لقيادة الرافعة الشوكية على الطرق العامة.

تعتمد شهادة العامل على دليل الممارسة المعتمَد لتدريب مشغلي ومعلمي شاحنات الرفع الصناعي العاملة بالطاقة ("ACOP") المَنشور في عام 1995 من قبل وزارة العمل آنذاك. يمنح الإذن للعاملين بتشغيل رافعة شوكية في مساحة مغلقة (أي مساحة لا تُعتبَر طريقًا).
لاستخدام رافعة شوكية على طريق عام، يجب على المشغل الحصول على اعتماد رافعة شوكية (F) على رخصة قيادته. لا يجوز للمشغلين الحاصلين على ترخيص من الفئة 1 (سيارة) ورخصة قيادة الرافعة الشوكية (F) تشغيل الرافعات الشوكية إلا حتى وزن 18000 كغم إجمالاً، في حين أن أولئك الذين يحملون رخصة من الفئة 2 (صارمة متوسطة (Medium rigid)) ومصادقة F يمكنهم تشغيل رافعة شوكية بأي وزن إجمالي مُحمَّل.
دليل الممارسة المعتمد (ACOP) عبارة عن مجموعة من أفضل الممارسات والإرشادات والتوصيات لتدريب مشغل الرافعة الشوكية. ومع ذلك، يمكن تصميم التدريب وفقًا لاحتياجات المشغل المحددة والمرفقات التي يستخدمها، كما هو مطلوب بموجب قانون الصحة والسلامة في العمل لعام 2015.